# Columbia Pictures
Columbia Pictures Industries, Inc. é uma produtora e distribuidora de filmes norte-americana e é um dos cinco maiores estúdios de cinema de Hollywood. É uma divisão da Sony Pictures Entertainment, uma subsidiária do conglomerado japonês Sony. A sua sede está localizada em Culver City, na Califórnia nos Estados Unidos.
O estúdio foi fundado originalmente em 1918 como "Cohn-Brandt-Cohn Film Sales" pelos irmãos Jack e Harry Cohn e pelo melhor amigo de Jack, Joe Brandt. O primeiro longa-metragem do estúdio, foi lançado em agosto de 1922. Em 1924, foi adotado o nome Columbia Pictures, um nome derivado de Colúmbia, a personificação nacional dos Estados Unidos, que é usado como o logótipo do estúdio.
Em seus primeiros anos em Hollywood, a Columbia começou a crescer no final de 1920, estimulado por uma associação bem-sucedida com o diretor Frank Capra. É o quinto maior estúdio de cinema do mundo.
Com Capra e outros, Columbia se tornou uma das principais produtoras de comédias malucas. Na década de 1930, as principais estrelas do contrato da Columbia foram Jean Arthur e Cary Grant (que também trabalhou na RKO Pictures). Na década de 1940, Rita Hayworth tornou-se estrela do estúdio e impulsionou suas fortunas no final de 1950. Rosalind Russell, Glenn Ford e William Holden também se tornaram grandes estrelas do estúdio.
Na década de 1980, o estúdio foi comprado pela Coca-Cola, em 1983 foi lançada a TriStar Pictures como um empreendimento conjuntivo com a HBO e CBS. Cinco anos depois, a TriStar Pictures foi vendida para a Columbia e a empresa se tornou a Columbia Pictures Entertainment. Depois de um breve período de independência com a Coca-Cola, o estúdio foi adquirido pela empresa japonesa Sony em 1989.